# أبله أسود

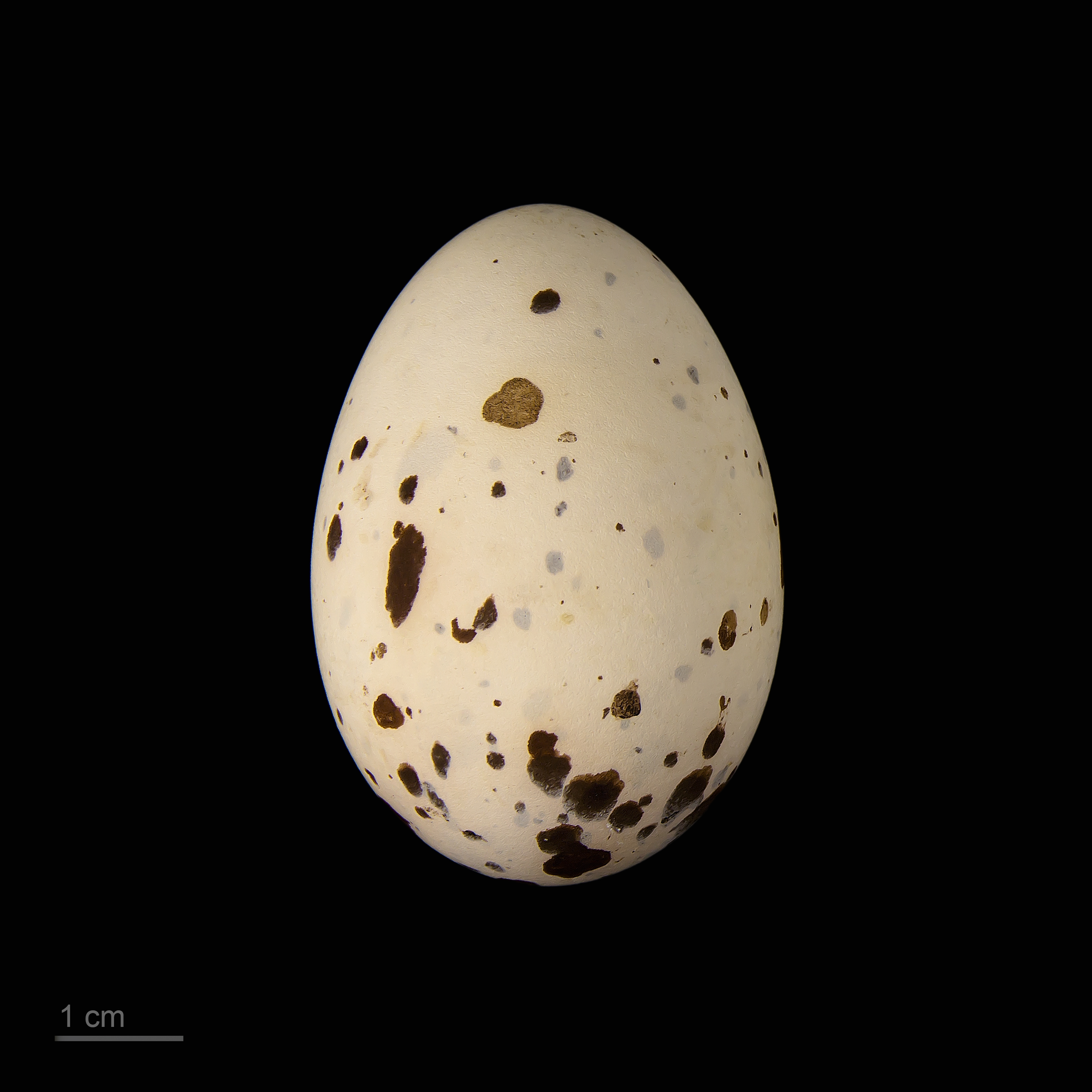
Anous minutus

أبله أسود أو أبله أسود ذو تاج أبيض (الاسم العلمي Anous minutus)، طائر بحري متوسط القد من جنس خرشنة غافلة وفصيلة النورسية. يطول من 35 إلى 37 سم، أما جناحيه يطولان من 66 إلى 72 سم ويزن من 98 إلى 144 غ.